# Skorzewo
Skorzewo (dodatkowa nazwa w j. kaszub. Skòrzewò; niem. Skorschewo) – wieś kaszubska w Polsce położona w województwie pomorskim, w powiecie kościerskim, w gminie Kościerzyna na Pojezierzu Kaszubskim u południowych krańców Kaszubskiego Parku Krajobrazowego. Przez Skorzewo przebiega magistrala węglowa Maksymilianowo-Kościerzyna–Gdynia (z przystanku Skorzewo kilka połączeń dziennych z Gdynią i Kościerzyną) i przy drodze wojewódzkiej nr 214. Prowadzi tędy również turystyczny Szlak Kaszubski. Na wschód od miejscowości znajduje się jezioro Długie.
W latach 1975–1998 miejscowość administracyjnie należała do województwa gdańskiego. Siedziba sołectwa o powierzchni 1734,71 ha.

## Historia
Pierwsze wzmianki o Skorzewie pochodzą z 1284 r., kiedy książę Mściwój II nadał krainę Pisną księżniczce Gertrudzie jako należnej jej dziedzictwo po ojcu Samborze II z Tczewa. W skład tych ziem wchodziła wieś Zkorewo-Skorzewo. W 1466 r. wieś znalazła się w granicach starostwa w Kościerzynie.
Na koniec 1892 r. wieś miała 764 mieszkańców. Dla 721 z nich językiem ojczystym był kaszubski, dla 37 niemiecki a dla 6 polski. Pośród Kaszubów 710 było katolikami, a 11 ewangelikami. Wszyscy Niemcy byli ewangelikami, a Polacy katolikami.
Z kolei oficjalna pruska statystyka z 1910 r. podaje przy łącznej liczbę 901 mieszkańców, (na podstawie deklarowanego języka ojczystego): 827 Kaszubów, 58 Niemców i 16 Polaków.
W 1913 roku karczmę prowadził Ignatz Ehlas (Elas). Właścicielem młyna i majątku ziemskiego był Reinhold Horn. We wsi było też 3 kowali: Theodor Drau, Josef Kroll, Gustav Meier; 3 krawców: August Iling, Franz Scheibe, B. Idrczynski, który zajmował się też ciesielstwem. Drugim cieślą był Johann Pulczynski (Półczyński). Listę zamyka szewc K. Krüger.
II wojna światowa była dla mieszkańców czasem olbrzymich strat i bardzo trudnych wyborów. Hitlerowcy wprowadzili niemiecką listę narodowościową. Jej podpisanie chroniło przed wysiedleniem, jednak mężczyźni byli powoływani do niemieckiego wojska, gdzie duży odsetek z nich (30 - 40%) zginął. Ok. 180 osób (30 rodzin), które odmówiły wpisu na niemiecką listę narodowościową, zostało w nocy z 7 na 8 listopada 1944 r. wywiezione przez Niemców. Mężczyźni trafili na roboty do Rzeszy, kobiety z dziećmi do obozu przesiedleńczego w Potulicach. 
Ofiarą terroru hitlerowskiego w Skorzewie padli m.in. 31 letni Franciszek Chrapkowski i 29 letni Franciszek Etmański, zatrzymani przez Niemców wśród tzw zakładników szymbarskich i rozstrzelani w maju 1944 r.
Dopełnieniem tragedii II wojny światowej było wkroczenie do wsi oddziałów radzieckich, dokonujących na masową skalę kradzieży i gwałtów na ludności cywilnej oraz wywózki w głąb ZSRR. 

## Osoby związane z miejscowością
26 marca 1900 r. urodził się w Skorzewie Antoni Zdrojewski, oficer WP, generał brygady od 1946 r., uczestnik kampanii wrześniowej a następnie ruchu oporu we Francji, po wojnie na emigracji, wielki mistrz Zakonu Templariuszy i kontrowersyjny "Marszałek" Polski.